# Черногърба саламандра
Черногърба саламандра (Bolitoglossa jacksoni), наричана също джаксънова гъбоезична саламандра, е вид земноводно от семейство Plethodontidae.

## Разпространение
Видът е разпространен в Гватемала.